# Joachim Dietrich Brandis
Joachim Dietrich Brandis, född 12 mars 1762 i Hildesheim, död 29 april 1845, var en tysk-dansk läkare, far till Christian August Brandis.
Brandis studerade under Johann Friedrich Blumenbach vid Göttingens universitet, där han tog medicine doktorsgraden 1786. Efter att under en kort tid ha verkat som privatdocent var han under några år verksam som läkare i Hildesheim och Braunschweig och som badläkare i Driburg, publicerade han 1795 sin första betydande skrift, Über die Lebenskraft, samt utarbetade även en översättning av Erasmus Darwins "Zoonomia". Han blev 1799 stadsfysikus i Holzminden och anställdes 1803 som medicine professor i Kiel med arkiaters titel. Han ställdes i spetsen för Sundhedskollegium i Schleswig-Holstein, vilket inrättades i hög grad på hans initiativ.
Under prinsregenten och utrikesministern Christian Bernstorffs vistelse i Kiel räddade han den sistnämndes gemål från en mycket farlig sjukdom, varigenom han vann stor auktoritet, även vid hovet, och 1810 kallades han till Köpenhamn som drottningens livläkare. Han blev etatsråd 1811, konferensråd 1828 och tilldelades Kommandørkorset 1836. Han vann även en viss vetenskaplig auktoritet; han höll under några år föreläsningar vid Köpenhamns universitet, blev 1819 ledamot av Videnskabernas Selskab och hedersledamot av Det medicinske Selskab. År 1831 blev han ledamot av Vetenskapsakademien i Stockholm.
Han verkade även som vetenskaplig författare, främst på tyska. Hans skrifter under denna period, varav Über psychische Heilmittel und Magnetismus (1817), Nosologie und Therapie der Cachexien (två band, 1834-39) och Über Leben und Polarität (1836) kan nämnas, anslöt sig nära till den då i Tyskland förhärskande naturfilosofin och uppvisade vid sidan av den för denna riktning karakteristiska mysticismen även en betydande spekulativ begåvning och skarpsinnighet. År 1836, då han blev jubeldoktor i Göttingen tilldelades han även hedersdoktorat i Köpenhamn och Kiel. Störst betydelse hade han dock som praktisk läkare i Köpenhamn.